# Gypsisol

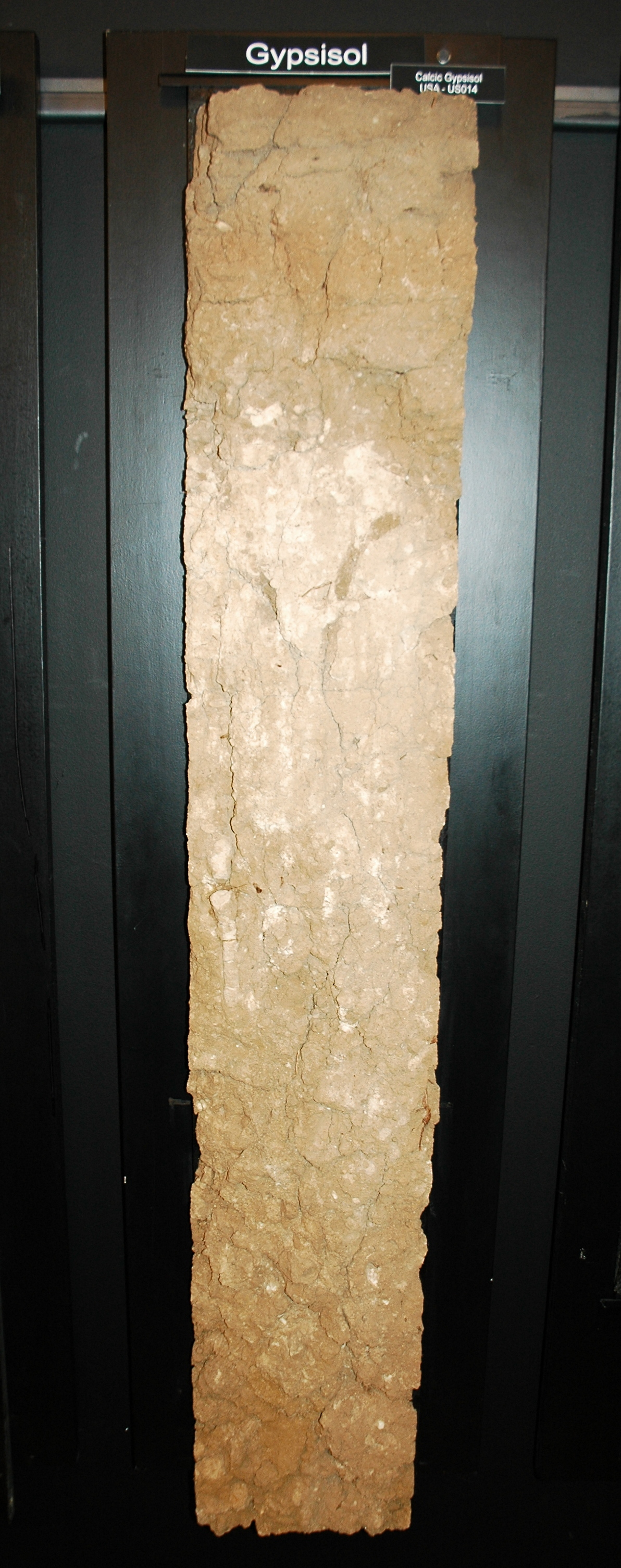
Gypsisol (Verenigde Staten)

Een Gypsisol (in de World Reference Base for Soil Resources) is een bodem met een duidelijke secundaire accumulatie van gips (CaSO4•2H2O). Deze bodems komen voor in aride klimaten. In de  Amerikaanse classificatie (Soil Taxonomy) behoren ze tot de Aridisols, in de Russische bodemclassificatie heten ze Woestijnbodems.

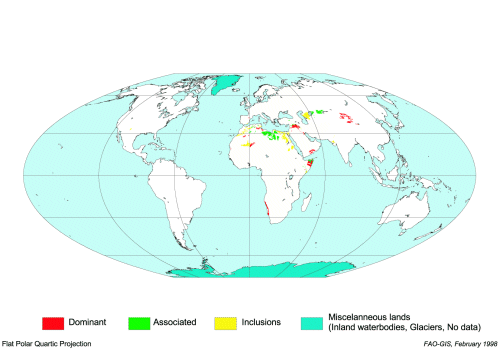
Voorkomen van Gypsisolen

Gypsisolen zijn voornamelijk ontwikkeld in ongeconsolideerde alluviale, colluviale of eolische afzettingen van basisch verweringsmateriaal. Ze worden gevonden op vlak tot heuvelachtig terrein in de aride streken. De natuurlijke vegetatie is schaars en wordt gedomineerd door xerofytische struiken en bomen en grassen.
Deze bodems hebben een ABC-profiel. Accumulatie van calciumsulfaat, met of zonder carbonaten, is geconcentreerd in en onder de B-horizont.
Diepe Gypsisolen, met in de omgeving voldoende beschikbaar water kunnen voor een groot aantal gewassen worden gebruikt. De aanwezigheid van een rotsachtige gipshorizont op geringe diepte is een belangrijke beperkende factor voor landbouwkundig gebruik. Andere mogelijke beperkende factoren zijn: nutriëntenproblemen, stenigheid en het op onregelmatige wijze inzakken van het bodemoppervlak door het oplossen van gips in percolerend (irrigatie) water. Grote gebieden met Gypsisolen worden gebruikt voor extensieve veeteelt.
Gypsisolen komen alleen voor in de aride gebieden. Het totale oppervlak dat op aarde door deze bodems wordt ingenomen is ongeveer 100 miljoen hectare. Belangrijke concentraties vinden we in Mesopotamië in de woestijngebieden in het Midden-Oosten en het aangrenzende Centraal-Azië, in de Libische en Namibische woestijnen, in zuidoost en centraal Australië en in het zuidwesten van de Verenigde Staten.